# 太陽のストライキ
「太陽のストライキ」（たいようのストライキ）は、平松愛理の2枚目のシングル。1989年7月21日にポニーキャニオンより発売された。
表題曲はファースト・アルバム「TREASURE」からのシングルカット。プロモ盤シングル・レコードが存在する。

## 収録曲
1. 太陽のストライキ
作詞・作曲：平松愛理　編曲：西平彰＆平松愛理
2. 朝のホームで
作詞・作曲：平松愛理　編曲：西平彰＆平松愛理